# Alles außer gewöhnlich
Alles außer gewöhnlich ist eine auf Tatsachen beruhende französische Sozialkomödie des Regie-Duos Éric Toledano und Olivier Nakache. Betrachtet wird die Arbeit zweier Männer, die sich mit viel persönlichem Engagement um schwerst verhaltensauffällige Jugendliche kümmern, ohne aber dafür eine anerkannte Qualifikation oder behördliche Zulassung zu haben. Der Film feierte seine Weltpremiere als Abschlussfilm bei den Internationalen Filmfestspielen von Cannes 2019. Deutscher Kinostart war am 5. Dezember 2019.

## Handlung
Bruno und Malik – der eine Jude, der andere Muslim – betreiben in Paris improvisierte Einrichtungen für schwerst verhaltensauffällige, zum großen Teil autistische Jugendliche, um die sie sich mit viel Engagement und Feingefühl kümmern, um ihnen einen Weg in ein eigenes Leben zu öffnen. Diese Jugendlichen wurden oftmals zuvor von allen staatlichen Stellen und Einrichtungen entweder von vornherein abgelehnt, nach kurzer Probezeit als nicht therapierbar abgeschoben oder fixiert und mit Medikamenten ruhiggestellt. Bruno und Malik verzichten bewusst auf solche Methoden, aus der idealistischen Überzeugung heraus, jeder Mensch müsse zum Wohle aller sein kreatives Potenzial entfalten dürfen. Darin unterstützen sie einander.
Die Schwierigkeiten und Entwicklungen einiger der jungen Menschen werden im Film näher dargestellt, etwa die von Joseph, der von der Leidenschaft besessen ist, alle verfügbaren technischen Einrichtungen zu betätigen, und daher in der U-Bahn immer wieder die Notbremse zieht. Bruno vermittelt ihm zur Probe eine Arbeit in einer Waschmaschinenwerkstatt, er verliert sie jedoch wieder, als er sich in eine Kollegin verliebt und nicht dazu in der Lage ist, auf Distanz zu bleiben.
Weder sind diese Einrichtungen staatlich zugelassen noch verfügt ihr Personal über die vorgeschriebenen Qualifikationen. Daher findet während der Filmhandlung eine vom Gesundheitsministerium angeordnete Überprüfung statt. Auf die kritischen Fragen der zwei Prüfer entgegnet Bruno zunächst, dass die von ihm betreuten Jugendlichen jeweils einen ganzen Betreuer vollständig in Anspruch nehmen und für eine so betreuungsintensive Arbeit auf offiziellen Wegen schlicht kein Geld bereitstehe.
Valentin, ein Junge mit selbstverletzendem Verhalten, der bis zum Abspann einen Kopfschutz tragen muss, wird von Bruno aufgenommen und dem auch nur angelernten Betreuer Dylan anvertraut, der der Verantwortung jedoch nicht gewachsen ist. Fast kommt es zu einem schlimmen Unfall, als Valentin in einem unbeobachteten Moment ausrückt und auf einer verkehrsreichen Schnellstraße spazierengeht. Auf diesen Vorfall hin schaltet sich die Polizei ein.
Im folgenden ernsten Gespräch konfrontiert Bruno die kritischen Fragen der Inspekteure mit der Gegenfrage, was denn mit „seinen“ Jugendlichen geschehen solle, wenn die Einrichtung geschlossen werde, und gibt zu bedenken, dass seine Arbeit, wenn auch ohne Zulassung, doch so schlecht nicht sein könne, wenn er doch immer wieder Anfragen von zahlreichen Seiten, darunter auch staatlichen Stellen, bekomme und eine lange Warteliste habe.
Am Schluss des Films werden Texte eingeblendet, nach denen die Kommission dem Gesundheitsministerium empfiehlt, derartige Einrichtungen unter einem Sonderstatus zu tolerieren, da eine anderweitige Unterbringung der dort betreuten Kinder und Jugendlichen nicht vorstellbar sei.
Während der Filmhandlung trifft sich der ledige Bruno öfter mit Frauen, die ihm seine Freunde als mögliche Partnerinnen zugeschoben haben, doch jedes einzelne dieser Dates wird durch einen Notfall abgebrochen, um den Bruno sich sofort kümmern muss.

## Produktion
Alles außer gewöhnlich ist eine gemeinsame Regie- und Drehbucharbeit von Éric Toledano und Olivier Nakache, die in Deutschland insbesondere für ihre Kinofilme Ziemlich beste Freunde, Heute bin ich Samba und Das Leben ist ein Fest bekannt sind. Vincent Cassel und Reda Kateb sind in den Hauptrollen Bruno und Malik zu sehen.
Die Filmmusik wurde von dem deutsch-schweizerischen Musikduo Grandbrothers komponiert und eingespielt.

## Hintergründe
Die Geschichte über Bruno und Malik beruht auf der Bekanntschaft zu zwei Männern, die Toledano und Nakache kennengelernt hatten, während sie sich in einem Feriencamp sozial engagierten. Stéphane Benhamou (Inspiration für die Figur des Bruno) leitet seit 1996 den Verein Le Silence des Justes (dt.: „das Schweigen der Gerechten“), der sich auf die Aufnahme und Integration autistischer Kinder und Jugendlicher spezialisiert hat. Daoud Tatou (Inspiration für die Figur des Malik) leitet seit 2000 den Verein Le Relais IDF. Diese Organisation kümmert sich um autistische Kinder und Jugendliche, bemüht sich aber gleichermaßen um die soziale und berufliche Wiedereingliederung junger Menschen aus Brennpunkt-Vierteln.

## Synchronisation
Die deutsche Synchronisation entstand nach einem Dialogbuch von Till Endemann und Tanja Frank und der Dialogregie von Christoph Cierpka im Auftrag von Neue Tonfilm München.
| Rolle         | Darsteller        | Synchronsprecher   |
| ------------- | ----------------- | ------------------ |
| Bruno Haroche | Vincent Cassel    | Sven Gerhardt      |
| Malik         | Reda Kateb        | Tobias Nath        |
| Dylan         | Bryan Mialoundama | Kaze Uzumaki       |
| Dr Ronsini    | Catherine Mouchet | Susanne von Medvey |
| Ludivine      | Lyna Khoudri      | Magdalena Höfner   |
| Fabrice       | Djibril Yoni      | Asad Schwarz       |
| Joseph        | Benjamin Lesieur  | Michel Diercks     |
| Morgane       | Mara Taquin       | Elinor Eidt        |

## Rezeption
Anlässlich des französischen Kinostarts (23. Oktober 2019) lobte die französische Presse den Film überwiegend. Neben der Leistung der Darsteller wurde insbesondere der sensible Umgang mit dem Thema Autismus gelobt sowie die Leichtigkeit, mit der es den Regisseuren gelingt, ernste Themen anzupacken und seinem Publikum näherzubringen.
Der Film spielte in Frankreich umgerechnet rund 16 Millionen US-Dollar ein.

## Auszeichnungen
Alles außer gewöhnlich erhielt das Prädikat besonders wertvoll der Deutschen Film- und Medienbewertung (FBW). In der Begründung heißt es u. a.: „Die Kamera ist ganz nah bei den Protagonisten und so taucht man unmittelbar ein in den Alltag, die Konflikte, aber auch die Fröhlichkeit und Schönheit der einzelnen Momente, in denen neben allen Problemen vor allem auch die Einzigartigkeit eines jeden Menschen gefeiert wird. (...) Der Humor und das Lebensbejahende kommen nicht zu kurz, doch nie wird eine der Figuren vorgeführt oder ins Lächerliche gezogen. Ein sorgfältig recherchierter Film, der einen liebe- und respektvollen Blick auf alle Protagonisten wirft und dem es mit großer Wärme und Leichtigkeit gelingt, ein komplexes und gesellschaftlich hochrelevantes Thema zu erzählen.“